# Whirlpool Corporation
Die Whirlpool Corporation ist ein börsennotierter US-amerikanischer Hersteller von Haushaltsgroßgeräten mit Sitz in Benton Harbor, Michigan. 
Das Unternehmen gehört nach eigenen Angaben seit dem Kauf der Maytag Corporation im März 2006 zu den größten Haushaltsgerätehersteller weltweit und betreibt 70 Produktionsstandorte. Die Produkte werden in über 170 Ländern unter den Marken Whirlpool, Maytag, KitchenAid, Jenn-Air, Amana, Bauknecht, Brastemp, Gladiator GarageWorks, Privileg, Indesit, IKEA und anderen vertrieben. Viele Tochtergesellschaften begannen als Familienunternehmen in kleinen Städten.

## Geschichte

Historisches Logo

Im Jahre 1911 wurde in St. Joseph, Michigan, die Upton Machine Co. gegründet. Die Produktion begann mit Waschmaschinen mit Elektroantrieb. Fünf Jahre danach kam der erste Auftrag vom später größten Kunden, Sears, Roebuck & Co. 1929 schloss sich die Upton Machine mit der Nineteen Hundred Washer Company, Binghamton, New York, zusammen. Das fusionierte Unternehmen verfügte über Betriebsstätten in Michigan und New York. Das Werk Binghamton wurde 1939 geschlossen. Der erste Whirlpool-Waschautomat wurde 1947 im Sears-Katalog angeboten.
1950 wurde die Nineteen Hundred Corporation in Whirlpool Corporation umbenannt und die Produktpalette um automatische Wäschetrockner erweitert. Im Jahre 1951 übernahm Whirlpool das Unternehmen LaPorte, Indiana, als Ersatzteillager und erwarb das Clyde-Werk in Ohio, das mit der Zeit zur größten Waschmaschinenfabrik ausgebaut wurde. 1955 schloss sich Whirlpool mit der Seeger Refrigeration Co. sowie dem Produktbereich Estate und dem Klimaanlagenwerk der RCA zusammen. RCA Whirlpool wurde als Markenname und Whirlpool Seeger Corporation als Firma gewählt.
Erworben wurde zudem ein Trocknerwerk in Marion, Ohio, und ein Kühlgeräteunternehmen in Evansville, Indiana, wodurch die Produktionskapazität erweitert werden konnte. 1957 investierte Whirlpool in Brastemp S.A. und erhielt damit den Zugang zum brasilianischen Hausgerätemarkt. Gegründet wurde die Appliance Buyers Credit Corporation, ein Vorläufer der heutigen Whirlpool Financial Corporation. Im Jahr 1967 wurde mit der „Cool-Line“ die erste gebührenfreie und direkte telefonische Verbraucherberatungsstelle in den USA eingerichtet. Whirlpool baute eine neue Fertigungsstätte für Geschirrspüler in Findlay, Ohio. 1969 erwarb Whirlpool Anteile der kanadischen Inglis Ltd., 1990 wurde das Unternehmen Alleineigentümer dieser Gesellschaft.
1986 wurde der Unternehmensbereich KitchenAid der Hobart Corporation von Dart & Kraft übernommen. Von Fiat erwarb man eine Mehrheitsbeteiligung am Kompressorenhersteller Aspera s.r.l. Im Rahmen eines Joint Ventures mit Sundaram Clayton in Indien gründete Whirlpool 1987 die TVS Whirlpool Ltd. Das Werk in Pondicherry zur Herstellung von Kompaktwaschmaschinen wurde errichtet, 1994 erwarb Whirlpool die Mehrheit an diesem Joint Venture. 1988 ging Whirlpool mit Vitro S.A. das Joint Venture Vitromatic in Mexiko ein, erwarb danach die Markennamen Roper und die Unternehmensbereiche für Müllpressen und Geschirrspüler der Emerson Electric Co. Im Jahr 1989 wurde ein Joint Venture zwischen Whirlpool und Philips vereinbart. Im selben Jahr übernahm Whirlpool den deutschen Hausgerätehersteller Bauknecht. 1991 erwarb Whirlpool die verbleibenden Anteile von Philips/Whirlpool und wurde damit Alleineigentümer. 1991 vereinbarten Whirlpool und Tatramat, Poprad, Slowakei ein Joint Venture zur Herstellung und Vermarktung von Haushaltsgeräten. Whirlpool übernahm 1994 die Mehrheitsbeteiligung. 
1994 festigte Whirlpool seine Präsenz in Asien. Beijing Whirlpool Snowflake Electric Appliance Co.Ltd. Whirlpool Asia und Teco Electric & Machinery Co.Ltd. formierten sich zu Great Teco Whirlpool Co. Ltd. Consul und Brastemp schlossen sich zur Multibras S.A. Electrodomesticos zusammen. Im Jahr 1996 erwarb Whirlpool Europe das Produktions- und Vertriebsgeschäft von Gentrade in Südafrika und eröffnete Vertriebsbüros in Rumänien und Bulgarien. 
1998 gab Whirlpool ein neues Werk zur Herstellung von No-Frost-Kühlgeräten in der Nähe von Pune (Indien) in Auftrag und verlegte sein Hauptquartier für das globale Mikrowellengeschäft nach Hongkong. In Europa wurde Whirlpool zum Zulieferer von Haushaltsgeräten für Ikea. 
2002 übernahm Whirlpool das Unternehmen Polar S. A., Polens führenden Hausgerätehersteller, und die Vitromatic, Mexikos größten Hausgerätehersteller und Vermarkter. Das ehemalige Joint Venture mit Vitro wurde in Whirlpool Mexico umbenannt. Im Jahr 2004 führte Whirlpool Europe seine globale Partnerschaft mit Habitat for Humanity in Europa ein.
2010 übernahm Whirlpool den Haushaltsgerätemarkennamen Privileg von dem Versandhändler Otto, der die Marke selbst erst im November 2009 aus der Insolvenzmasse von Quelle erworben hatte. 2013 wurde eine Mehrheit von 51 % der Anteile am chinesischen Unternehmen Hefei Rongshida Sanyo Electric Co. Ltd. für 552 Millionen US-Dollar erworben. 2014 erwarb Whirlpool Italia Holdings S.r.l. 56 % der Anteile vom drittgrößten europäischen Haushaltswarenhersteller Indesit für ca. 758 Mio. Euro und hält damit insgesamt eine Mehrheit von 60,4 %. Am 31. Mai 2018 schloss Whirlpool sein Werk in Amiens und verlagerte die Herstellung von Wäschetrocknern nach Polen. Trotz eines Nettogewinns von 850 Millionen Euro befand es, dass die Arbeitnehmerrechte in Frankreich zu gut ausgebaut seien.
Im Jahr 2024 wurde zusammen mit Arçelik die Beko Europe gegründet. Unter diesem Unternehmen wurden die europäischen Tochtergesellschaften beider Firmen inklusive deren Marken gebündelt.